# Екатеринодарская епархия
Екатеринода́рская епа́рхия — епархия Русской православной церкви, объединяющая приходы и монастыри в средней части Краснодарского края (в границах городов Краснодар и Горячий Ключ, а также Абинского, Апшеронского, Белореченского, Динского, Красноармейского и Северского районов).
Епархиальный центр — Краснодар (до 1920 года — Екатеринодар).
В епархии насчитывается 210 храмов и 43 приписных прихода. Духовенство состоит из 236 штатных священников и 43 диаконов.

## История
От начала переселения черноморских казаков на Кубань (1792—1794) в церковном отношении они оставались на попечении епископов Екатеринославских и Херсонеса Таврического.
С 1799 по 1820 Кубанское духовенство непосредственно подчинялось Астраханской епархии.
Далее были образованы епархии Донская и Кавказская, а затем Новочеркасская и Георгиевская, куда входила Кавказская область с войском Черномории.
4 апреля 1842 Святейшим Синодом была учреждена самостоятельная Кавказская епархия, и её епископу было повелено именоваться «Кавказский и Черноморский». Духовенство Кавказского линейного казачьего войска было подчинено этой епархии, а духовенство закубанских станиц передано в подчинение главного священника Кавказской армии. Епископ стал титуловаться с 30 июля 1867 «Кавказским и Екатеринодарским».
В 1885 произошло разделение Кавказской и Екатеринодарской епархии. Приходы Терской области отошли к Владикавказской епархии, а Черноморского округа (с 1896 — губернии) — к Сухумской епархии Грузинского экзархата. Основная часть бывшей Кавказской епархии, включавшая территорию Кубанской области и Ставропольской губернии, определилась в Ставропольскую епархию.
5 января 1906 года епископ Ставропольский Агафодор направил в Святейший Синод ходатайство о выделении из Ставропольской епархии Екатеринодарской соответственно с границами Кубанской области (Екатеринодарского духовно-училищного округа).
Начало образования Кубанской епархии было положено указом Святейшего Синода 25 декабря 1907 года, учредившим на территории Кубанской области Ейское викариатство Ставропольской епархии с пребыванием викария в г. Екатеринодаре. Епископом Ейским был определён ректор Астраханской духовной семинарии архимандрит Иоанн (Левицкий), хиротония которого состоялась 3 февраля 1908 года.
В 1916 году Указом Святейшего Синода от 30 сентября о наделении викарного епископа Ейского викариатства особыми полномочиями и Указом от 12 октября 1916 года о наименовании викарного епископа — Кубанским и Екатеринодарским было положено начало самостоятельности будущей Кубанской епархии.
В самостоятельную епархию Кубанское викариатство из состава Ставропольской епархии было выделено определением Юго-Восточного русского церковного собора (г. Ставрополь) в мае 1919 года. 18 июня 1919 года Временное высшее церковное управление на Юго-Востоке России привело это определение в исполнение своим указом.
В 1920 году епархией управляли епископ Сергий (Лавров), а после его ареста епископ Ейский Филипп (Гумилевский). В 1921 году на кафедре восстановлен епископ Иоанн (Левицкий), возведенный в 1922 г. в сан архиепископа.
В 1922 года епархия особенно сильно пострадала от обновленчества, которое было поддержано подавляющим большинством духовенства епархии. Более 12 клириков Кубани стали обновленческими иерархами. Массовая лояльность духовенства во многом была продиктована стремлением реабилитироваться в глазах власти за пребывание на подконтрольной Добровольческой армии территории в период гражданской войны. Несмотря на высокую религиозность местного населения, антиобновленческое движение на Кубани, в отличие от других южных регионов, носило локальный характер и не получило повсеместного распространения.
В 1927—1930 годах были ликвидированы монашеские скиты в горах Западного Кавказа, а часть монахов была арестована.
К началу 1980-х годов несмотря на официальную атеистическую политику уровень религиозности в крае был довольно высок, о чём свидетельствуют следующие цифры. В 1983 году в Краснодарском крае по православному обряду были крещены 11,7 % младенцев, отпеты 37,9 % умерших. В последние годы советской власти Кубанская епархия значительно укрепилась. Доходы Кубанской епархии в 1988 году составили 4 353 000 руб., в том числе в виде пожертвования получено 230 600 руб. (6 %), за исполнение обрядов — 640 000 руб., от продажи предметов культа и религиозной литературы — 3 482 000 (80 %). При этом приходам (как и другим епархиям) приходилось систематически вносить формально добровольные пожертвования в разные фонды. Суммы этих отчислений были значительные. Например, в 1987 году епархия перечислила в:
- Фонд Мира — 489 707 руб.,
- Фонд охраны памятников истории и культуры — 38 430 руб.,
- Фонд культуры — 4 030 руб.[6]

26 февраля 1994 года решением Священного Синода была образована Майкопская и Армавирская епархия, выведенная из состава Краснодарской.
12 марта 2013 года решением Священного Синода Русской Православной Церкви из екатеринодарской епархии были выделены Новороссийская, Ейская, Армавирская и Тихорецкая епархии с включением их в состав новообразованной Кубанской митрополии.
До 2016 года епархии подчинялись русские православные приходы в Армении.
28 декабря 2018 года Священный Синод выделил территорию города Сочи и Туапсинского района в самостоятельную Сочинскую епархию

## Список архиереев
Кубанское викариатство Ставропольской епархии
- 13 сентября 1916 — май 1919 - Иоанн (Левицкий)

Самостоятельная Кубанская епархия
- май 1919 — 14 ноября 1919 - Иоанн (Левицкий)
- ноябрь-декабрь 1919 - Димитрий (Вербицкий), в епархию не прибыл
- 10 декабря 1919 — февраль 1920 - Антоний (Храповицкий) в/у, митрополит Киевский
- февраль — ноябрь 1920 - Сергий (Лавров), в/у Ставропольской епархией
- 16 апреля — 18 августа 1920 - Вениамин (Федченков), епископ Севастопольский, временно управляющий освобождающимися от большевиков частями Черноморской епархии
- 18 августа — ноябрь 1920 - Никодим (Кротков), епископ Чигиринский, временно управляющий освобождающимися от большевиков частями Кубанской и Черноморской епархий
- 29 ноября 1920 — 1921 - Филипп (Гумилевский), в/у, епископ Ейский
- не позже марта 1921 — нач. 1923 - Иоанн (Левицкий), епископ Кубанский и Краснодарский, уклонился в обновленческий раскол
- май 1922 — август 1923 - Евсевий (Рождественский), в/у, епископ Ейский
- 15 октября 1923 — 1 октября 1927 - Иннокентий (Летяев)
- 1927 — 25 января 1933 - Феофил (Богоявленский)
- февраль — июль 1933 - Феодосий (Вощанский) в епархии не был
- 29 июля 1933 — 23 января 1936 - Памфил (Лясковский)
- февраль 1936 — 12 декабря 1937 - Софроний (Арефьев)
- 31 августа 1942 — август 1943 - Никодим (Гонтаренко)
- 25 июля 1943 — 26 декабря 1944 - Фотий (Тапиро)
- 8 января 1945 — 19 октября 1949 - Флавиан (Иванов)
- 19 октября 1949 — 15 апреля 1954 - Гермоген (Кожин)
- 1954 - Никандр (Вольянников) в/у
- 1954 - Иннокентий (Зельницкий) в/у
- 11 ноября 1954 — 25 апреля 1956 - Борис (Вик)
- 25 апреля — 31 мая 1956 - Сергий (Костин) в/у, епископ Новороссийский
- 31 мая 1956 — 18 августа 1966 - Виктор (Святин)
- 20 августа — 8 октября 1966 - Михаил (Чуб) в/у
- 25 сентября 1966 — 19 апреля 1978 - Алексий (Коноплёв)
- 19 апреля 1978 — 27 января 1980 - Гермоген (Орехов)
- 24 апреля 1980 — 12 мая 1987 - Владимир (Котляров)
- 12 мая 1987 — 8 августа 2020 - Исидор (Кириченко)
- 8 августа 2020 — 25 августа 2020 - Кирилл (Покровский) в/у, митрополит Ставропольский и Невинномысский
- 25 августа 2020 — 15 апреля 2021 - Павел (Пономарёв)
- 15 апреля 2021 — 11 октября 2023 - Григорий (Петров)[10]
- 11 октября 2023 – 27 декабря 2023  - Кирилл (Покровский) в/у, митрополит Ставропольский и Невинномысский
- с 27 декабря 2023 года - Василий (Кулаков)

## Благочиния и благочинные
Епархия разделена на 19 церковных округов (по состоянию на октябрь 2022 года):
- 1-е Краснодарское городское благочиние — протоиерей Богдан Черных
- 2-е Краснодарское городское благочиние — протоиерей Александр Игнатов
- 3-е Краснодарское городское благочиние — протоиерей Георгий Меденцев
- 4-е Краснодарское городское благочиние — протоиерей Игорь Осовик
- 5-е Краснодарское городское благочиние — иерей Иларион Максимец
- 6-е Краснодарское городское благочиние — протоиерей Димитрий Руднев
- 7-е Краснодарское городское благочиние — протоиерей Роман Цокур
- 8-е Абинское районное благочиние — протоиерей Александр Бордунов
- 9-е Апшеронское районное благочиние — иерей Димитрий Пантелеев
- 10-е Апшеронское районное благочиние — иерей Герман Осипов
- 11-е Белореченское районное благочиние — протоиерей Виталий Осипов
- 12-е Белореченское районное благочиние — протоиерей Андрей Майданов
- 13-е Горячеключевское районное благочиние — протоиерей Сергий Брусов
- 14-е Динское районное благочиние — протоиерей Иоанн Лапко
- 15-е Динское районное благочиние — протоиерей Владимир Рошко
- 16-е Полтавское районное благочиние — архимандрит Симеон (Никитин)
- 17-е Полтавское районное благочиние — протоиерей Сергий Рыбкин
- 18-е Северское районное благочиние — иерей Максим Белов
- 19-е Северское районное благочиние — протоиерей Кирилл Коршунов

## Монастыри
женские
- в честь иконы Божией Матери «Нерушимая Стена» (Апшеронск) — игумения Зосима (Быстрова)
- в честь иконы Божией Матери «Всецарица» (Краснодар) — игумения Неонилла (Кузьмина)[12]

## СМИ
Периодика
- Епархиальная газета «Православный голос Кубани», одна из первых епархиальных газет России.

## Учебные заведения
- Екатеринодарская духовная семинария (Краснодар)
- Русская православная школа им. прп. Серафима Саровского (Краснодар)